# Ісламський визвольний фронт моро
Ісламський визвольний фронт моро (тагал. Pangharap na Maka-Islam na Pagpapalaya ng (mga) Muslim, араб. جبهة تحرير مورو الإسلامية) — ісламістська організація, що бореться за створення незалежної ісламської держави для народів моро на півдні Філіппін. Створений в 1981 консервативними членами Національно-визвольного фронту моро (НВФМ), які були незгодні з рішенням керівництва НВФМ підписати договір про припинення вогню.

## Передісторія
Арабські купці й мусульманські проповідники привезли іслам на Філіппіни ще в 1210 році. До початку іспанської колонізації населення Філіппін проживає на узбережжі основних островів, включаючи Манілу, сповідувало іслам. Іспанці, які прагнуть роздобути колонії, багаті природними ресурсами і розташовані на жвавих торговельних шляхах, зіткнулися із запеклим опором мусульман. Іспанці назвали філіппінських мусульман, моро, що співзвучно з маврами. Піднялося антиколоніальний повстання, яке тривало до 1898 року, коли Іспанія зазнала поразки у війні з Сполученими Штатами. Згідно з Паризьким договором 1898 року, Філіппіни перейшли під юрисдикцію США, що викликало обурення моро. На початку 20 століття мусульмани моро билися з американцями, а під час Другої світової війни, з японськими окупантами. По закінченні Другої світової війни моро увійшли до складу Філіппін. Багато хто порівнює політику Філіппін щодо мусульман, з політикою Ізраїлю на окупованих палестинських територіях.
Мінданао — другий за величиною острів Філіппін, в якому розташовані найменш розвинені провінції країни. Так, в Автономному районі Мінданао, наприклад, найвища в країні дитяча смертність (64 %) і найнижчий рівень грамотності (60 %). Населення Мінданао складають мусульмани, проте з часів колоніального панування Іспанії на Філіппінах, що почалася в середині XVI століття, метою всіх урядів було досягнення політичного панування на Мінданао, шляхом переселення на південь філіппінців-християн, а також навернення його жителів в католицтво.
Така політика призвела до того, що з більшості на Мінданао і островах архіпелагу Сули мусульмани перетворилися у меншість і становлять лише 17 % населення регіону. Крім того, в результаті несправедливого розподілу земель, наприклад, на маленькому острові Басілан, де мусульмани складають 71 % населення, християни володіють 75 % земельних угідь, а 75 % обороту місцевої торгівлі зосереджено в руках місцевих китайців.
В результаті міграції католиків з півночі мусульмани-моро перетворилися у меншість на своїй рідній землі. За допомогою корумпованих місцевих чиновників і поліції католики продовжували захоплювати величезні ділянки землі на Мінданао, позбавляючи місцевих жителів не тільки переваги, але й засобів до існування. В результаті чого мусульмани стали малозабезпеченої та малограмотною групою населення Моро.
На острові Мінданао розташовані багатющі на архіпелазі поклади нафти і газу та Ісламський визвольний фронт Моро звинувачує уряд Філіппін в тому, що воно прагне отримати у свої руки ці родовища, не піклуючись про місцеве населення.

## Мета і ідеологія
Національно-визвольний фронт Моро багато років був найбільшим збройним повстанським угрупованням на півдні Філіппін. Фронт бореться за збереження історичної, релігійної та культурної своєрідності народу моро, а також за його право визначати власне майбутнє. Лідери Фронту завжди стверджували, що обов'язок народу Моро є джихад проти філіппінського уряду. Насильство, скоєне екстремістами, що виступали від імені християнської громади, проти мусульман призвело до формування організації і поповненню її лав новими бійцями. Керівництво організації висловлюється за створення федеративної республіки і називає свою ідеологію «ісламською і демократичною».
Крім Ісламського визвольного фронту Моро, на півдні країни діє організація Абу Сайяф. Спочатку Фронт вважав, що проблеми Мінданао не можуть бути вирішені без створення на острові шаріатської держави. Сьогодні вона вважає можливим створення автономії, в рамках федеративних Філіппін.

## Збройні конфлікти
У 2000 році президент Філіппін Джозеф Естрада оголосив загальну війну повстанцям на Мінданао. Після розгрому штаб-квартири Ісламського визвольного фронту Моро, у липні 2000 року, міністр оборони Орландо Меркадо поспішно оголосив, що «довга і безглузда війна нарешті закінчилася».
У липні 2007 року філіппінські морські піхотинці потрапили в засідку MILF; 14 морпіхів були взяті в полон і страчені (більшість були обезголовлені). Також, незважаючи на угоду, в 2003 році MILF два рази підривав бомби в аеропорту міста Давао; всього загинуло 40 людей, понад 150 було поранено.
В кінці січня 2015 року в результаті відбулися в Мінданао зіткнень між поліцейськими та представниками організації загинуло понад 43 осіб. За даними агентства DPA, в перестрілці загинули 37 поліцейських і шестеро повстанців.

## Мирні угоди
Перша спроба досягти миру з початку збройного конфлікту в 1971 році була зроблена в 1976 році. 23 грудня 1976 року філіппінський уряд та Національно-визвольний фронт Моро підписали Трипільську угоду. Ініціатором цієї угоди була Організації Ісламська конференція. Тодішній Президент Філіппін Маркос встановив два роздільних регіональних уряду, назвавши це «конституційним процесом». Звинувативши президента в порушенні умов мирної угоди Національно-визвольний фронт вийшов з договору і відновив військові дії.
У 1996 році, в роки правління Фіделя Рамоса, був підписаний другий мирний договір з Національно-визвольним фронтом. Проте через три роки знову відбулися криваві сутички між урядовими силами і мусульманськими партизанами.
У грудні 2013 року уряд Філіппін і Ісламський визвольний фронт Моро підписали договір, згідно з яким на півдні країни з'явився автономний мусульманський регіон — Бангсаморо. У договорі обумовлені «умови розмежування і розподілу влади між центральним урядом і урядом Бангсаморо (філіппінських мусульман)» в рамках майбутнього автономного регіону. У спільній угоді також обговорені умови створення «асамблеї Бангсаморо». Під контролем національного уряду залишилися питання зовнішньої, кредитно-грошової політики, оборони, імміграції та міжнародної торгівлі, а влада Бангсаморо будуть регулювати ринок праці, міський розвиток, сільське господарство, громадські роботи та захист навколишнього середовища.
У березні 2014 року урядом Філіппін та керівництво Ісламського фронту звільнення Моро уклали мирну угоду (ці переговори відбулись під жіночим лідерством). Переговори, що тривали 13 років, призвели до того, що за угодою мусульманський південь острова Мінданао стане автономним регіоном, а бойовики складуть зброю. Однак інші повстанські угруповання висловили намір продовжити боротьбу з урядом.

## Висвітлення в ЗМІ
Незважаючи на те, що за чотири десятиліття загинуло близько 100 тися ч чоловік і близько півмільйона чоловік стали біженцями, громадянська війна у Філіппінах ніколи не привертала особливої уваги світових ЗМІ. Журналісти, які висвітлюють конфлікт на Мінданао, спрощують вимоги повстанців, а щоб надати загальнопоширений вид явища вживають терміни «ісламський фундаменталізм», «тероризм» і «екстремізм».